# Józef Glemp
Józef Glemp (1929–2013) là một Hồng y người Ba Lan của Giáo hội Công giáo Rôma. Ông từng đảm nhận vai trò Hồng y Đẳng Linh mục Nhà thờ S. Maria in Trastevere, Tổng giám mục đô thành Tổng giáo phận Warszawa trong suốt 25 năm, từ năm 1981 đến năm 2006 và Thường vụ Giáo hội Công giáo Đông phương tại Ba Lan.
Vốn là một giáo sĩ trong vai trò lãnh đạo giáo hội địa phương, ông từng đảm trách nhiều vai trò khác nhau trước khi tiến đến trở thành Tổng giám mục đô thành Warszawa, như: giám mục chính tòa Giáo phận Warmia (1979–1981), Tổng giám mục đô thành Tổng giáo phận Gniezno (1981–1992). Sau khi nghỉ hưu, ông còn đảm trách vai trò Giám quản Tông Tòa Tổng giáo phận Warszawa trong một khoảng thời gian ngắn. Ngoài lãnh đạo các giáo phận được bổ nhiệm, ông còn đảm nhận vị trí quan trong tại Hội đồng giám mục quốc gia như: Chủ tịch Hội đồng Giám mục Ba Lan (1981–2004). Ông được vinh thăng Hồng y ngày 2 tháng 2 năm 1983, bởi Giáo hoàng Gioan Phaolô II.

## Tiểu sử
Hồng y Józef Glemp sinh ngày 18 tháng 12 năm 1929 tại Inowroclaw, Ba Lan. Sau quá trình tu học dài hạn tại các cơ sở chủng viện theo quy định của Giáo luật, ngày 25 tháng 5 năm 1956, Phó tế Józef Glemp, 27 tuổi, tiến đến việc được truyền chức linh mục. Cử hành nghi thức truyền chức cho tân linh mục là giám mục Franciszek Jedwabski, giám mục phụ tá Tổng giáo phận Poznań. Tân linh mục là thành viên linh mục đoàn Tổng giáo phận Gniezno.
Sau 23 năm thi hành các công việc mục vụ với thẩm quyền và cương vị của một linh mục, ngày 4 tháng 3 năm 1989, Tòa Thánh loan tin Giáo hoàng đã quyết định tuyển chọn linh mục Józef Glemp, 50 tuổi, gia nhập Giám mục đoàn Công giáo Hoàn vũ, với vị trí được bổ nhiệm là giám mục chính tòa Giáo phận Warmia. Lễ tấn phong cho vị giám mục tân cử được tổ chức sau đó vào ngày 21 tháng 4 cùng năm, với phần nghi thức chính yếu được cử hành cách trọng thể bởi 3 giáo sĩ cấp cao, gồm chủ phong là Hồng y Stefan Wyszyński, Tổng giám mục đô thành Tổng giáo phận Warszawa; hai vị giáo sĩ còn lại, với vai trò phụ phong, gồm có Tổng giám mục Franciszek Macharski, Tổng giám mục đô thành Tổng giáo phận Kraków và Giám mục Jan Wladyslaw Obląk, giám mục phụ tá Tổng giáo phận Warmia. Tân giám mục chọn cho mình khẩu hiệu: CARITATI IN JUSTITIA. Một tuần sau khi được truyền chức, ông chính thức nhận giáo phận mới của mình, vào ngày 29 tháng 4.
Chỉ sau khoảng thời gian 2 năm được chọn làm giám mục, Giám mục Glemp được Tòa Thánh thăng Tổng giám mục, qua việc bổ nhiệm giám mục này làm Tổng giám mục đô thành Tổng giáo phận Gniezno và chức danh Tổng giám mục đô thành Tổng giáo phận Warszawa. Thông báo về việc bổ nhiệm này được công bố cách rộng rãi vào ngày 7 tháng 7 năm 1981. Tân Tổng giám mục đã đến cử hành các nghi thức nhận giáo phận Gniezno sau đó vào ngày 13 tháng 9 và giáo phận Warszawa vào ngày 25 tháng 9 cùng năm. Ngày 18 tháng 9 cùng năm, ông được bổ nhiệm làm Thường vụ Giáo hội Công giáo Đông phương tại Ba Lan.
Bằng việc tổ chức công nghị Hồng y năm 1983 được cử hành chính thức vào ngày 2 tháng 2, Giáo hoàng Gioan Phaolô II đưa ra quyết định vinh thăng Tổng giám mục Józef Glemp tước vị danh dự của Giáo hội Công giáo, Hồng y. Tân Hồng y thuộc Đẳng Hồng y Linh mục và Nhà thờ Hiệu tòa được chỉ định là Nhà thờ S. Maria in Trastevere. Tân Hồng y đã cử hành các nghi thức nhận nhà thờ hiệu tòa của mình vào ngày 13 tháng 3 cùng năm.
Ngày 25 tháng 3 năm 1992, Tòa Thánh chấp thuận đơn từ nhiệm của ông khỏi vị trí Tổng giám mục đô thành Tổng giáo phận Gniezno.
Ngày 6 tháng 12 năm 2006, Tòa Thánh chấp thuận đơn hồi hưu của ông, vì lý do tuổi tác, theo Giáo luật. Riêng chức vụ Thường vụ Giáo hội Công giáo Đông phương tại Ba Lan, ông giữ đến ngày 9 tháng 6 năm 2007. Ông giữ vai trò Giám quản Tông Tòa Tổng giáo phận Warszawa trong một khoảng thời gian ngắn từ ngày 6 tháng năm 2007 đến ngày 3 tháng 3 cùng năm.
Ông qua đời ngày 23 tháng 1 năm 2013, thọ 84 tuổi.